# Fejetlen piramis
A fejetlen piramis az V. dinasztia hetedik uralkodójának, Menkauhórnak sírja. A piramisban és környékén nevet nem találtak, azonban az építmény konstrukciója az V. dinasztiára jellemző, és Menkauhór az egyetlen ide tartozó uralkodó, akinek korábban ismeretlen volt a sírja.

## Felfedezése
A piramist 1843-ban Karl Richard Lepsius a XXIX. számon katalogizálta, és feltette, hogy Menkauhór építette. Gaston Maspero 1881-ben behatolt az alépítménybe is. A kis méretű, romos állapotú, hiányos építményt azonban néhány évtized alatt betemette a homok, így Lepsius feltevését sem igazolni, sem cáfolni nem lehetett. 1930-ban Cecil Firth egy évadot ásatott a területen, de az építmény szerkezetét nem tárta fel a rövid idő miatt. 1994-ben Jaromir Málek Merikarét sejtette az építtetőben, mivel e piramisnak is Észak-Szakkarában kéne lenni a Teti-piramis környékén. Menkauhór feltevését viszont továbbra is alátámasztotta, hogy halotti kultuszának papjai is többnyire Észak-Szakkarában vannak eltemetve. A kérdést 2007–2008-ban Záhi Havássz ásatásai döntötték el, aki bebizonyította, hogy a konstrukció az V. dinasztiára keltezi, így csak Menkauhór jöhet számításba, Lepsius eredeti feltevésével összhangban.

## A piramis
A sírhely a szakkarai piramismező keleti szélén épült, az óbirodalmi tisztviselőtemető déli végén. Nincs észak–déli tengelyre tájolva, a keleti oldala párhuzamos a Nílus folyásával. Eredetileg nagyobb távolságot hagyott Uszerkaf piramisától, mint az utóbbi Dzsószerétől, de a VI. dinasztiában II. Teti a sajátját Uszerkaf és Menkauhór közé építette. A Teti-piramis halotti templomához vezető feljáró út a hagyományoktól eltérően a templom délkeleti sarkán csatlakozik a komplexumhoz, ami azt valószínűsíti, hogy az építésekor már állt a fejetlen piramis, és azt kerülték meg ezzel a megoldással. Ez is kizárja a II. Teti után uralkodókat.
A felépítmény nagyobb része hiányzik, ez indokolja a helyiek közt elterjedt nevét is. Alig néhány kőréteg maradt meg belőle. Eredetileg talán 52 méter körüli volt az oldalhossza, ami a középbirodalom második felének szabványos 100×100 egyiptomi könyök méretének felel meg. Az oldalak dőlésszöge, így az építmény eredeti magassága nem állapítható meg. Az alépítmény bejárata az északi oldalon van, és két gránitlappal fedték le eredetileg, ami arra utal, hogy a temetés megtörtént. A sírkamrában egy törött fedelű szarkofágot találtak.